# 補助事業
補助事業（ほじょじぎょう）とは、公共事業にて、一般には国が行う直轄事業に対し地方自治体が行う事業に、国が費用の一部を負担する国庫補助事業をいうが、用法としては地方公共団体・財団・特殊法人などが補助金や事業助成金を行う行為に際しても同様の用語を使用している。
国庫補助に関しては、補助金等に係る予算の執行の適正化に関する法律に基づき、あくまで融通の目的に従つて誠実に補助事業等又は間接補助事業等を行うように努めなければならない、としている。
また自治体では実質公債費比率が18パーセントを超えると、許可団体として公債費負担適正化計画を策定するが、一般補助事業など一定の事業については25パーセントを超えると地方債の発行は認められなくなる。

## おもな事業例
- 牛の脊柱処理などに対する補助事業（日本畜産副産物協会)
- IMS国際共同研究補助事業
- マンション管理士#派遣モデル事業（平成19年度国庫補助事業）
- 燃料電池#溶融炭酸塩形燃料電池 (MCFC)（日本国内では経産省補助事業として中国電力・中部電力が共同実施している）
- (社)日本施設園芸協会「かいわれ大根生産衛生管理マニュアル」作成（農林水産省の補助事業として）
- プライベートブランド#農林水産省による実態調査（2009年8月、農林水産省の補助事業として）
- 景観破壊#都市景観形成モデル事業
- 佐香錦（さかにしき、 酒米、2004年から島根県補助事業の地場産品展示・普及等支援事業を活用）
- 中央大学多摩キャンパスアスベスト除去（文部科学省による50％の補助事業）
- 計画道路（多くは、通常自治体が事業認可を取得し、国庫補助事業として事業者へ工事を委託して整備）
- にっぽん食育推進事業「教育ファーム推進事業」（農林水産省補助事業，農山漁村文化協会#公益事業）
- クリーンエネルギー自動車等導入費補助事業（電動スクーターの購入補助金など）
- ソフトベンダーの債務保証事業などのソフトウェア開発補助事業（情報処理推進機構が行っている）
- にっぽん食育推進事業（農林水産省補助事業）
- マルチメディア情報センター（岐阜県博物館など、旧通産省補助事業により全国で6カ所設置された）
- 河川補助事業
- 休廃止鉱山鉱害防止工事費補助事業
- 救急医療対策補助事業
- 工業再配置促進費国庫補助事業（旧通商産業省。あおば会館などが認可全国第一号）
- 観光ルネサンス事業・観光ルネサンス補助事業
- 山岳環境等浄化・安全対策緊急事業費補助事業
- 小規模生活ダム事業（現・生活貯水池事業。金原ダムなど）
- 新世代ケーブルテレビ補助事業（シティーケーブル周南など）
- 地域資源∞全国展開プロジェクト（中小企業庁の補助事業）
- 中小水力発電開発費補助事業（嘉瀬川ダムなど。経済産業省による）
- 春日部駅連続立体交差事業（県実施の国庫補助事業）
- 通産省技術改善補助事業（亀嵩算盤）
- 農道（都道府県が補助事業により建設する）
- 通商産業省電源地域産業育成支援補助事業（てだこまつりなど）
- 防衛施設周辺における防音工事補助事業
- 夜間急患診療所の設置及び管理事務並びに救急医療対策補助事業
- YSX（小型民間機）開発調査（委託事業から民間主導の補助事業に）
- ウエルネス（厚生労働省の補助事業）
- エイ・エフ・エス（文部科学省の補助事業も行っている）
- 民有林治山事業（農林水産省の補助事業。治山は都道府県・市町村有林も含む民有地は、都道府県が補助事業で実施する）
- コムスン夜間巡回介護モデル事業（福岡県福岡市の補助事業）
- し尿処理施設整備関連国庫補助事業
- ゼネラルモーターズ・ディーゼル(GMD)-カナダ政府の外国補助事業のために多くの輸出用機関車を製造した。また、
- チャチャワールドいしこし野鳥の観察設備
- ドライミスト装置設置事業補助金の補助事業
- バイオディーゼル燃料切替導入試験（農林水産省の補助事業で水産工学研究所が行う）
- バイオマス情報ヘッドクォーター（農林水産省補助事業）
- マルチメディア教育環境整備補助事業
- まんがはじめて物語（当時の日本自転車振興会の競輪補助事業）
- 沖縄フィルムオフィス（沖縄県の補助事業として、運営には補助金があてられている）
- 加古川市立別府西小学校コミュニティー委員会（県の補助事業として発足）
- 河川総合開発事業（国直轄事業以外は都道府県国庫補助事業）
- 角島大橋市町村道補助事業
- 留守家庭児童会補助事業（1971年度から「校庭開放事業」に統合）
- 魚津港（水産庁補助事業によって建設）
- 五條新宮道路（奈良県五條土木事務所管轄の補助事業区間道路）
- 御崎馬保護策（国、宮崎県、串間市の補助事業として）
- 御薬園整備（文化庁の国庫補助事業による）
- 港湾管理者による廃棄物護岸施工事業（広域臨海環境整備センター法による国土交通省国庫補助事業として）
- 香深港船入潤修築補助事業
- 災害復旧事業（一般の補助事業の補助率に比べても高率）
- 三岐鉄道北勢線（鉄道活性化補助事業、国・県・市町による幹線鉄道活性化補助事業などを実施）
- 三瀬谷ダムトイレのある休息所建設（旧環境庁補助事業として）沖縄県石油製品輸送等補助事業
- 樹木医（認定制度は1991年（平成3年）に林野庁の国庫補助事業として開始）
- 浄化槽#設置整備補助事業
- 神戸東線交通安全地区一括総合補助事業に伴う豊地城発掘調査
- 神石高原町・テレビ会議システムに関する総務省の補助事業
- 神奈川県エルピーガス協会#国庫補助事業
- 生出塚埴輪窯跡埴輪修復作業
- 石川県先端的ＩＴ活用技術開発事業費補助事業（C-GRIPなど）
- 全国遊漁船業協会遊漁船利用者安全啓蒙対策に伴う調査など
- 太田川水系京橋川・猿猴川高潮対策事業（広島県補助事業として実施された）
- 喜多山駅 (愛知県)#高架化事業の開始
- 業務部門対策技術率先導入補助事業
- 地下ダム（石灰岩質の離島地域に、農林水産省の国庫補助事業などで10箇所以上造られている）
- 池上本門寺解体修理
- 中央果実生産出荷安定基金協会果汁工場建設
- 中津川市川上有線放送施設（岐阜県の補助事業整備にて誕生）
- 中島村緑化生垣整備補助事業
- 駐輪場造成（現JKA、旧・日本自転車振興会の補助事業としても）
- 銚子大橋整備（国庫補助事業）
- 長登銅山発掘事業（国と山口県の補助事業として）
- 点字図書情報ネットワーク整備事業（日本点字図書館他、厚生労働省補助事業）
- 都市再開発#都市再生プロジェクト
- 都市新バスシステム（旧運輸省（当時）の補助事業
- 都道府県営ダム#国庫補助事業として
- 土地改良法#直轄事業・補助事業（農業農村整備事業、農業基盤整備事業、県営防災・かんがい排水事業など）
- 南魚沼市住宅リフォーム補助事業
- 日本園芸療法普及協会・指導者の養成に関する研究事業（文部科学省補助事業として）
- 病院内保育所運営費補助事業-子供を持つ看護婦確保経費補助事業は廃止
- 濃飛横断自動車道（和良IC - 金山IC間が国の補助事業として）
- 柏原八幡神社複合社殿の解体修理工事
- 富山ライトレール富山港線（路面電車走行空間改築事業と富山市単独補助事業として）
- 平塚競輪場・湘南バイシクルフェス（JKAの競輪補助事業として)
- 家庭的保育事業
- 防災公園街区整備事業 (住宅市街地総合整備事業）
- 埋木舎特別史跡全面解体修復工事
- 明方ハムへの明方村の補助事業
- 薬剤師認定制度における養成研修事業（日本薬剤師研修センターが厚生労働省補助事業として実施）
- 歴史公園に関する観光振興の拠点となる都市公園整備国庫補助事業
- 日本中央競馬会および地方競馬全国協会の競馬収益金による畜産振興事業
- 中央競馬馬主社会福祉財団の拠出金による助成事業
- JKAの競輪・オートレース収益金による補助事業
- 日本財団（旧・日本船舶振興会）の競艇収益金による助成事業

### 統合補助事業の例
- 緑地保全等統合補助事業
- 古都保存統合補助事業
- 都市公園等統合補助事業
- 地区農村振興組合整備統合補助事業
- 農村総合整備統合補助事業